# Saison 1983-1984 du Stade lavallois
Chronologie
Saison précédente Saison suivante
La saison 1983-1984 du Stade lavallois est la 82e saison de l'histoire du club. Les Mayennais sont engagés dans trois compétitions : la Division 1 (7e participation), la Coupe UEFA et la Coupe de France.

## Résumé de la saison
L'événement majeur de la saison est l'élimination du Dynamo Kiev en Coupe UEFA.

## Effectif et encadrement

### Transferts
| Nom                  | Nationalité          | Poste     | Transfert | Provenance/Destination | Division                 |
| -------------------- | -------------------- | --------- | --------- | ---------------------- | ------------------------ |
| Arrivées             |                      |           |           |                        |                          |
| Jean-Michel Godart   | France               | Gardien   |           | US Nœux-les-Mines      | Division 2 - A (D2)      |
| Jean-Robert Faucher  | France               | Attaquant |           | INF Vichy              | Division 3 - Centre (D3) |
| Klaus-Dieter Jank    | Allemagne de l'Ouest | Attaquant |           | SV Stuttgarter Kickers | 2. Bundesliga (D2)       |
| Départs              |                      |           |           |                        |                          |
| Jean-Pierre Tempet   | France               | Gardien   |           | RC Lens                | Division 1 (D1)          |
| Victor Zvunka        | France               | Défenseur |           | RC Paris               | Division 2 - B (D2)      |
| Uwe Krause           | Allemagne de l'Ouest | Milieu    |           | AS Monaco FC           | Division 1 (D1)          |
| Abdelmajid Bourebbou | Algérie              | Attaquant |           | Retraite sportive      |                          |
| Philippe Redon       | France               | Attaquant |           | FC Rouen               | Division 1 (D1)          |

## Matchs de la saison

### Division 1
| Date                       | Journée | Adversaire               | Lieu | Score | Buteurs du club                         | Class. | Affluence |
| -------------------------- | ------- | ------------------------ | ---- | ----- | --------------------------------------- | ------ | --------- |
| Mercredi 20 juillet 1983   | J01     | AS Saint-Étienne         | Dom. | 1 - 1 | Sène 61e                                |        | 11.347    |
| Mercredi 27 juillet 1983   | J02     | AS Monaco FC             | Ext. | 0 - 3 | -                                       |        | 8.227     |
| Mercredi 3 août 1983       | J03     | SEC Bastia               | Dom. | 1 - 0 | Sène 57e                                |        | 7.928     |
| Mercredi 10 août 1983      | J04     | AJ Auxerre               | Ext. | 0 - 3 | -                                       |        | 9.142     |
| Mercredi 17 août 1983      | J05     | Paris-Saint-Germain FC   | Dom. | 2 - 0 | Goudet 60e, Jank 87e                    |        | 12.918    |
| Samedi 20 août 1983        | J06     | FC Sochaux-Montbéliard   | Ext. | 0 - 1 | -                                       |        | 5.000     |
| Mercredi 31 août 1983      | J07     | Lille OSC                | Dom. | 3 - 1 | Sène 12e, Souto 35e, Miton 57e          |        | 9.977     |
| Samedi 10 septembre 1983   | J08     | Nîmes Olympique          | Ext. | 0 - 3 | -                                       |        | 8.000     |
| Samedi 17 septembre 1983   | J09     | Stade rennais FC         | Dom. | 2 - 0 | Rabier 3e, Goudet 40e                   |        | 14.193    |
| Mercredi 21 septembre 1983 | J10     | AS Nancy-Lorraine        | Ext. | 0 - 0 | -                                       |        | 5.419     |
| Samedi 24 septembre 1983   | J11     | FC Girondins de Bordeaux | Dom. | 0 - 1 | -                                       |        | 10.982    |
| Samedi 1er octobre 1983    | J12     | RC Strasbourg            | Ext. | 0 - 1 | -                                       |        | 8.278     |
| Samedi 8 octobre 1983      | J13     | Toulouse FC              | Dom. | 1 - 0 | Pérard 90e                              |        | 6.787     |
| Samedi 15 octobre 1983     | J14     | FC Rouen                 | Ext. | 0 - 2 | -                                       |        | 10.679    |
| Samedi 22 octobre 1983     | J15     | FC Nantes                | Dom. | 0 - 1 | -                                       |        | 9.893     |
| Vendredi 28 octobre 1983   | J16     | FC Metz                  | Dom. | 1 - 0 | Rabier 71e                              |        | 4.724     |
| Samedi 5 novembre 1983     | J17     | RC Lens                  | Ext. | 1 - 2 | Buigues 88e                             |        | 16.820    |
| Mercredi 16 novembre 1983  | J18     | Brest Armorique FC       | Dom. | 2 - 1 | Miton 18e, Goudet 44e                   |        | 4.256     |
| Samedi 19 novembre 1983    | J19     | SC Toulon                | Ext. | 2 - 2 | Goudet 31e, Souto 58e                   |        | 8.704     |
| Samedi 26 novembre 1983    | J20     | AS Monaco FC             | Dom. | 2 - 0 | Thordarsson 55e, Sène 59e               |        | 7.500     |
| Samedi 3 décembre 1983     | J21     | SEC Bastia               | Ext. | 0 - 3 | -                                       |        | 4.252     |
| Samedi 10 décembre 1983    | J22     | AJ Auxerre               | Dom. | 1 - 0 | Goudet 46e                              |        | 6.839     |
| Samedi 17 décembre 1983    | J23     | Paris-Saint-Germain FC   | Ext. | 0 - 0 | -                                       |        | 21.332    |
| Samedi 14 janvier 1984     | J24     | FC Sochaux-Montbéliard   | Dom. | 1 - 1 | Souto 83e                               |        | 4.695     |
| Samedi 21 janvier 1984     | J25     | Lille OSC                | Ext. | 0 - 1 | -                                       |        | 5.086     |
| Samedi 4 février 1984      | J26     | Nîmes Olympique          | Dom. | 1 - 0 | Goudet 26e                              |        | 4.448     |
| Samedi 11 février 1984     | J27     | Stade rennais FC         | Ext. | 1 - 1 | Rabier 70e                              |        | 14.009    |
| Samedi 25 février 1984     | J28     | AS Nancy-Lorraine        | Dom. | 1 - 1 | Thordarsson 42e                         |        | 3.377     |
| Samedi 3 mars 1984         | J29     | FC Girondins de Bordeaux | Ext. | 0 - 0 | -                                       |        | 13.778    |
| Samedi 10 mars 1984        | J30     | RC Strasbourg            | Dom. | 1 - 1 | Souto 31e                               |        | 5.000     |
| Mercredi 14 mars 1984      | J31     | Toulouse FC              | Ext. | 0 - 0 | -                                       |        | 11.265    |
| Samedi 24 mars 1984        | J32     | FC Rouen                 | Dom. | 0 - 0 | -                                       |        | 3.558     |
| Samedi 31 mars 1984        | J33     | FC Nantes                | Ext. | 1 - 3 | Thordarsson 86e                         |        | 9.664     |
| Samedi 7 avril 1984        | J34     | FC Metz                  | Ext. | 0 - 0 | -                                       |        | 4.166     |
| Samedi 14 avril 1984       | J35     | RC Lens                  | Dom. | 3 - 0 | Rabier 37e, Stefanini 52e, Paillard 82e |        | 5.191     |
| Samedi 21 avril 1984       | J36     | Brest Armorique FC       | Ext. | 0 - 1 | -                                       |        | 6.696     |
| Samedi 28 avril 1984       | J37     | SC Toulon                | Dom. | 0 - 2 | -                                       |        | 5.559     |
| Mercredi 2 mai 1984        | J38     | AS Saint-Étienne         | Ext. | 0 - 1 | -                                       |        | 3.328     |

| Rang | Équipe                   | Pts | J  | G  | N  | P  | Bp | Bc | Diff |
| ---- | ------------------------ | --- | -- | -- | -- | -- | -- | -- | ---- |
| 1    | FC Girondins de Bordeaux | 54  | 38 | 23 | 8  | 7  | 72 | 33 | +39  |
| 2    | AS Monaco FC             | 54  | 38 | 22 | 10 | 6  | 58 | 29 | +29  |
| 3    | AJ Auxerre               | 49  | 38 | 21 | 7  | 10 | 59 | 33 | +26  |
| 4    | Paris Saint-Germain FC   | 47  | 38 | 18 | 11 | 9  | 56 | 37 | +19  |
| 5    | Toulouse FC              | 45  | 38 | 19 | 7  | 12 | 57 | 41 | +16  |
| 6    | FC Nantes T              | 45  | 38 | 18 | 9  | 11 | 46 | 32 | +14  |
| 7    | FC Sochaux-Montbéliard   | 41  | 38 | 14 | 13 | 11 | 46 | 34 | +12  |
| 8    | RC Strasbourg            | 39  | 38 | 11 | 17 | 10 | 36 | 38 | -2   |
| 9    | Lille OSC                | 37  | 38 | 13 | 11 | 14 | 49 | 49 | 0    |
| 10   | SEC Bastia               | 36  | 38 | 14 | 8  | 16 | 36 | 43 | -7   |
| 11   | Stade lavallois          | 36  | 38 | 12 | 12 | 14 | 29 | 36 | -7   |
| 12   | FC Metz C                | 35  | 38 | 13 | 9  | 16 | 49 | 53 | -4   |
| 13   | RC Lens                  | 35  | 38 | 14 | 7  | 17 | 57 | 66 | -9   |
| 14   | FC Rouen                 | 34  | 38 | 13 | 8  | 17 | 42 | 40 | +2   |
| 15   | AS Nancy-Lorraine        | 32  | 38 | 10 | 12 | 16 | 38 | 53 | -15  |
| 16   | SC Toulon P              | 32  | 38 | 12 | 8  | 18 | 39 | 60 | -21  |
| 17   | Brest Armorique FC       | 31  | 38 | 9  | 13 | 16 | 36 | 47 | -11  |
| 18   | AS Saint-Étienne         | 30  | 38 | 11 | 8  | 19 | 31 | 52 | -21  |
| 19   | Nîmes Olympique P        | 25  | 38 | 6  | 13 | 19 | 36 | 70 | -34  |
| 20   | Stade rennais FC P       | 23  | 38 | 8  | 7  | 23 | 39 | 65 | -26  |

Qualifications européennes
- Qualifié pour la C1
- Qualifié pour la C2
- Qualifié pour la C3

Relégations
- Barrage de relégation en Division 2
- Relégation en Division 2

Abréviations
- T : Tenant du titre
- C : Vainqueur de la Coupe de France 1983-84
- P : Promus de Division 2

### Coupe de France
| Date                     | Tour                     | Adversaire | Niveau          | Lieu   | Score               | Buteurs du club                         | Affluence |
| ------------------------ | ------------------------ | ---------- | --------------- | ------ | ------------------- | --------------------------------------- | --------- |
| Samedi 28 janvier 1984   | 1/32e de finale          | Angers SCO | D2 - B (D2)     | Neutre | 2 - 1 a.p.          | Miton 23e, Souto 110e                   | 4.365     |
| Samedi 18 février 1984   | 1/16e de finale - aller  | SM Caen    | D3 - Ouest (D3) | Ext.   | 0 - 1               | -                                       | 13.350    |
| Mercredi 22 février 1984 | 1/16e de finale - retour | SM Caen    | D3 - Ouest (D3) | Dom.   | 1 - 0 a.p., 5-4 tab | Thordarsson 22e                         | 12.000    |
| Samedi 17 mars 1984      | 1/8e de finale - aller   | FC Rouen   | D1 (D1)         | Ext.   | 0 - 1               | -                                       | 8.991     |
| Mercredi 21 mars 1984    | 1/8e de finale - retour  | FC Rouen   | D1 (D1)         | Dom.   | 3 - 1               | Souto 36e, Buigues 51e, Thordarsson 53e | 12.000    |
| Mercredi 4 avril 1984    | 1/4 de finale - aller    | FC Metz    | D1 (D1)         | Ext.   | 0 - 1               | -                                       | 6.281     |
| Jeudi 12 avril 1984      | 1/4 de finale - retour   | FC Metz    | D1 (D1)         | Dom.   | 1 - 2               | Sène 20e                                | 14.000    |

### Coupe UEFA
| Date                       | Tour                     | Adversaire     | Niveau             | Lieu | Score | Buteurs du club                    | Affluence |
| -------------------------- | ------------------------ | -------------- | ------------------ | ---- | ----- | ---------------------------------- | --------- |
| Mercredi 14 septembre 1983 | 1/32e de finale - aller  | Dynamo Kiev    | Vyschaïa Liga (D1) | Ext. | 0 - 0 | -                                  | 32.767    |
| Mercredi 28 septembre 1983 | 1/32e de finale - retour | Dynamo Kiev    | Vyschaïa Liga (D1) | Dom. | 1 - 0 | Souto 33e                          | 16.463    |
| Mercredi 19 octobre 1983   | 1/16e de finale - aller  | Austria Vienne | 1. Bundesliga (D1) | Ext. | 0 - 2 | -                                  | 7.000     |
| Mercredi 2 novembre 1983   | 1/16e de finale - retour | Austria Vienne | 1. Bundesliga (D1) | Dom. | 3 - 3 | Sène 21e, Miton 38e, Stefanini 42e | 17.151    |

## Statistiques

### Statistiques collectives
| Compétition     | Débute au tour  | Termine         | Matches joués | Gagnés | Nuls | Perdus | Buts pour | Buts contre | Différence |
| --------------- | --------------- | --------------- | ------------- | ------ | ---- | ------ | --------- | ----------- | ---------- |
| Division 1      | -               | 11e             | 38            | 12     | 12   | 14     | 29        | 36          | -7         |
| Coupe de France | 1/32e de finale | 1/4 de finale   | 7             | 3      | 0    | 4      | 7         | 7           | +0         |
| Coupe UEFA      | 1/32e de finale | 1/16e de finale | 4             | 1      | 2    | 1      | 4         | 5           | -1         |
| Total           | -               | -               | 49            | 16     | 14   | 19     | 40        | 48          | -8         |

### Buteurs
| N° | Pos. | Nat. | Nom               | Division 1 | Coupe de France | Coupe UEFA | Total |
| -- | ---- | ---- | ----------------- | ---------- | --------------- | ---------- | ----- |
|    | M    |      | José Souto        | 5          | 2               | 1          | 8     |
|    | M    |      | Thierry Goudet    | 6          | -               | -          | 6     |
|    | M    |      | Oumar Sène        | 4          | 1               | 1          | 6     |
|    | A    |      | Karl Thordarsson  | 3          | 2               | -          | 5     |
|    | D    |      | Jean-Marc Miton   | 2          | 1               | 1          | 4     |
|    | M    |      | Jean-Paul Rabier  | 4          | -               | -          | 4     |
|    | M    |      | Robert Buigues    | 1          | 1               | -          | 2     |
|    | M    |      | Éric Stefanini    | 1          | -               | 1          | 2     |
|    | A    |      | Klaus-Dieter Jank | 1          | -               | -          | 1     |
|    | M    |      | Jacky Paillard    | 1          | -               | -          | 1     |
|    | M    |      | Loic Pérard       | 1          | -               | -          | 1     |
|    |      |      | Total             | 29         | 7               | 4          | 48    |

## Affluences
L'affluence à domicile du Stade lavallois atteint un total :
- de 139.172 spectateurs en 19 rencontres de Division 1, soit une moyenne de 7.325/match,
- de 38.000 spectateurs en 3 rencontres de Coupe de France, soit une moyenne de 12.667/match,
- de 33.614 spectateurs en 2 rencontres de Coupe de France, soit une moyenne de 16.807/match,
- de 210.786 spectateurs en 24 rencontres toutes compétitions confondues, soit une moyenne de 8.783/match.

Affluence du Stade lavallois à domicile